# Les Côtes-de-Corps
Les Côtes-de-Corps é uma comuna francesa na região administrativa de Auvérnia-Ródano-Alpes, no departamento de Isère.